# Клустон (Флорида)
Клустон (енгл. Clewiston) град је у америчкој савезној држави Флорида. По попису становништва из 2010. у њему је живело 7.155 становника.

## Демографија
Према попису становништва из 2010. у граду је живело 7.155 становника, што је 695 (10,8%) становника више него 2000. године.
| Група             | 2000.         | 2010.         |
| Белци             | 2.975 (46,1%) | 2.517 (35,2%) |
| Афроамериканци    | 706 (10,9%)   | 911 (12,7%)   |
| Азијати           | 76 (1,2%)     | 161 (2,3%)    |
| Хиспаноамериканци | 2.645 (40,9%) | 3.486 (48,7%) |
| Укупно            | 6.460         | 7.155         |